# Paronychia caespitosa
Paronychia caespitosa är en nejlikväxtart som beskrevs av Otto Stapf. Paronychia caespitosa ingår i släktet prasselörter, och familjen nejlikväxter. Inga underarter finns listade i Catalogue of Life.